# 3-as busz (Sárvár)
A sárvári 3-as jelzésű autóbusz az Autóbusz-állomás és a Hegyközség megállóhelyek között közlekedik. A vonalat a Vasi Volán Zrt. üzemelteti.
Autóbusz-állomás - Laktanya utca - Soproni utca - Selyemgyár utca - Hunyadi János utca - Batthyány utca - Kossuth tér - Várkerület - Rákóczi Ferenc utca - Celli út - Hegyközség
| Megállóhely neve  |
| ----------------- |
| Autóbusz-állomás  |
| Vasútállomás      |
| Batthyány u.      |
| Kórház            |
| Termálfürdő       |
| TESCO Hipermarket |
| Herpenyő csárda   |
| Hegyközség        |

A vonal forgalmát a 6760 Sárvár – Nagysimonyi – Celldömölk és a 6770 Sárvár – Gérce –Vásárosmiske – Káld helyközi gyűjtő mezőben közlekedő autóbuszok látják el.